# Schwarzerde

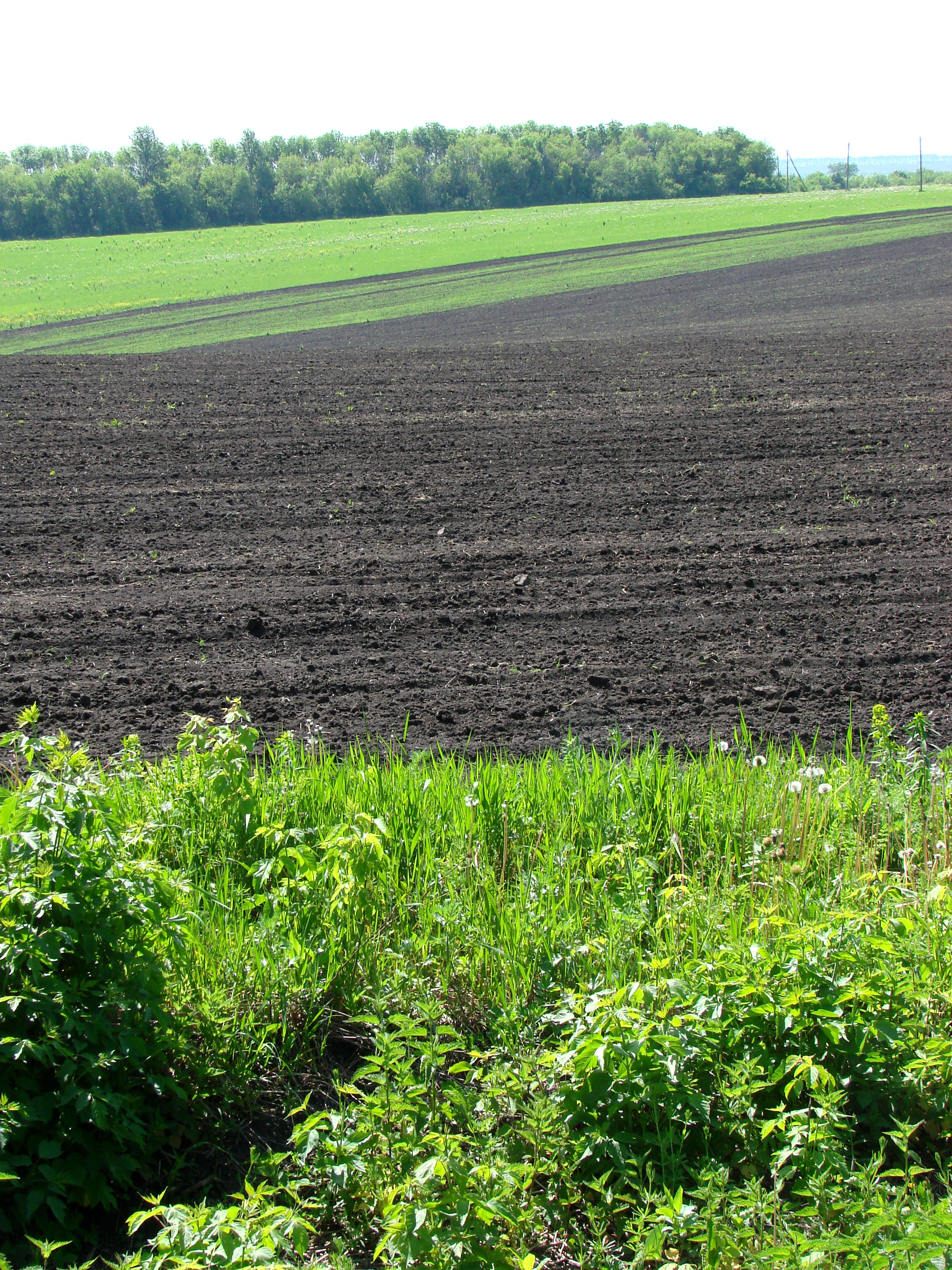
Schwarzerde in Westrussland

Die Schwarzerde (auch: Tschernosem von gleichbedeutend russisch чернозём [ʧʲɪrn⁠ɐ⁠ˈzʲɔˑm]) ist ein Bodentyp, der sich unter bestimmten Bedingungen auf kalkreichen Sedimenten bildet (vgl. Megaherbivorentheorie). Sie ist der dominante Boden im Steppengürtel der Nordhalbkugel, der Prärien Nordamerikas und kommt im gemäßigten Klima Mitteleuropas und in der Taiga vor. Schwarzerde gehört zu den weltweit fruchtbarsten Böden und wird intensiv landwirtschaftlich genutzt (vgl. Bodenschaden).
Namensgebend ist der mächtige, von Humus schwarz gefärbte Oberboden. Der Bodentyp wird in die Klasse T (Schwarzerden) eingeteilt. Seine Abkürzung ist TT.

## Entstehung

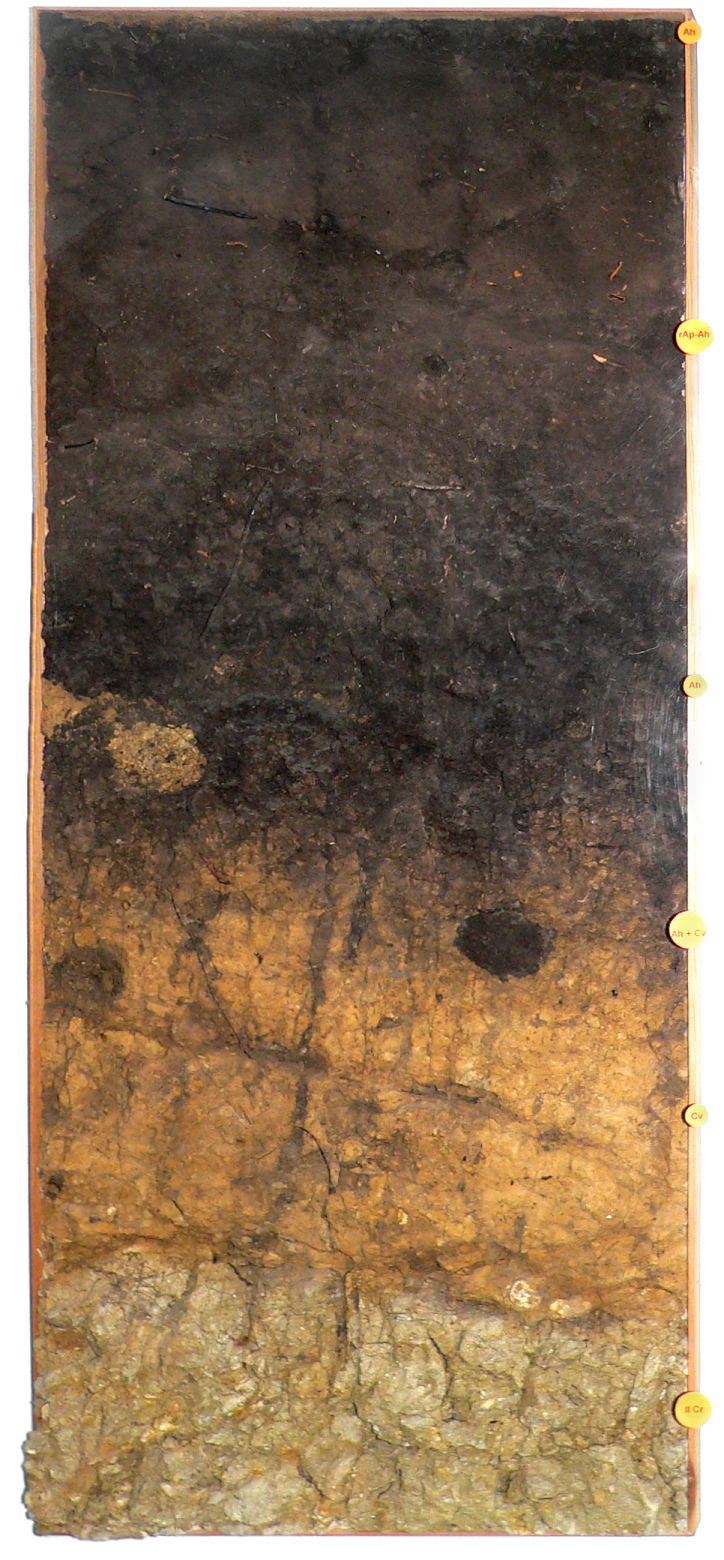
Lackprofil des Aseler Waldes, einer der wenigen deutschen Wälder auf Schwarzerde

Auf kalkreichen Lockermaterialien kommt es durch die Ansiedlung von Pionierpflanzen zur Bildung eines dünnen humosen Horizonts (Bodentyp Lockersyrosem). Sobald dieser über 2 cm mächtig ist, geht der Boden in das nächste Stadium der Bodenentwicklung über, die Pararendzina. Aus diesem können sich in Folge verschiedene Bodentypen bilden: Braunerden, Parabraunerden oder Schwarzerden.

### Klassische Lehrmeinung
Nach der klassischen Lehrmeinung müssen fünf Faktoren gleichzeitig zutreffen, damit sich eine Pararendzina zu einer Schwarzerde entwickelt:
- Grasland (grasreiche Offenlandschaft) mit Megaherbivoren
- Tiefgründige und intensive Bodendurchmischung durch Bodentiere (Bioturbation)
- Kontinentales Klima
- Wasserhaushalt semiarid bis semihumid
- Kalkreiches und lockeres Sediment

Demnach entwickelt sich im Frühjahr unter günstigen Feuchtigkeits- und Temperaturbedingungen eine üppige Steppenvegetation (vor allem Gräser), die viel organisches Material für die Humusbildung liefert. Im trockenen, warmen Sommer geht die Produktion organischer Substanz zurück. Gleichzeitig ist aber der Abbau (Mineralisierung) durch die Trockenheit gehemmt. Dem kurzen, feuchten Herbst folgt ein langer, sehr kalter Winter, in dem die Umsetzung der organischen Substanz ruht. Damit wird langfristig mehr organische Masse produziert als abgebaut, wodurch sich Humus im Boden akkumuliert.
Die extremen Klimaschwankungen nehmen auch Einfluss auf die Bodentiere. Durch das hohe Angebot pflanzlicher Nahrung kommen zahlreiche Arten vor. Sehr bedeutend sind hier endogäische (das heißt im oberen Bereich des Mineralbodens lebende) Regenwürmer, Steppenmurmeltiere oder Feldhamster. Während des heiß-trockenen Sommers und des eisig-schneereichen Winters müssen diese sich tief in den Boden zurückziehen. Dies bewirkt die typische intensive Wühltätigkeit, die den gesamten Oberboden homogenisiert (Bioturbation). Humoses Material wird so mit der Zeit tief in den Boden eingearbeitet. Der tief-schwarze Oberboden erreicht dadurch eine Mächtigkeit von durchschnittlich 60–80 cm. Im Übergangsbereich zum Ausgangsmaterial finden sich stets vereinzelte, tiefergehende Gänge, die sich nach der Aufgabe mit humosem Material füllen. Diese sind charakteristisch für Schwarzerden und werden Krotowinen genannt von russisch Krot (Maulwurf).
Die Wasserverhältnisse sind ebenfalls entscheidend. Über das gesamte Jahr gesehen sind die Niederschläge so gering, dass sie zwar das Wachstum von Steppenpflanzen ermöglichen, es aber zu keiner tiefgreifenden Versickerung kommt. Es stagniert vielmehr in geringer Tiefe. Somit bleiben Kalk und Nährstoffe im Boden. In den Bodentiefen, in denen das Sickerwasser der jährlichen Regenzeit regelmäßig „stecken bleibt“, kann es zu sekundären Kalkausfällungen (Kalkkonkretionen, „Lösskindel“) kommen.

### Weiterentwicklung zur Schwarzerde-Parabraunerde
Unter den oben genannten Bedingungen zeigen Schwarzerden keine Tendenz, sich in andere Bodentypen umzuwandeln. Die Schwarzerde scheint demnach das Endstadium der Bodenentwicklung auf Löss in Steppenklimaten zu sein (Klimaxboden).
Wird das Klima dauerhaft maritimer und damit feuchter, so ändert sich nicht nur der Bewuchs (Waldbildung). Es setzen auch bodenbildende Prozesse ein, die unter Steppenklimaten ruhen. Der Bodentyp entwickelt sich weiter bzw. degradiert. Die einsetzenden Vorgänge entstehen in erster Linie durch den jetzt regelmäßigen Sickerwasserstrom (Auswaschung) und mehr vorhandene Feuchtigkeit:
- Entkalkung
- Tonmineralneubildung und Tonverlagerung (Lessivierung)
- Verwitterung des Ausgangsmaterials (Verbraunung und Verlehmung)
- Ende der Humusakkumulation, langfristige Humusabnahme (Mineralisierung)
- Ende der tiefgründigen Homogenisierung (Bildung neuer Bodenhorizonte)

Degradierte Schwarzerden (früher Griserde) gehören zu den Parabraunerden. Schwarzerde-Fahlerden sind eher die Ausnahme, können aber auch auftreten.
Dieser Prozess ist bei den Schwarzerden in Mitteleuropa zu beobachten. Die Weiterentwicklung der hiesigen Schwarzerden zu Parabraunerden im Holozän folgt im Wesentlichen der Entwicklung des Niederschlags bzw. der Temperatur oder zusammengefasst dem Verlauf der klimatischen Wasserbilanz und des Sickerwassers. Das Atlantikum und Subboreal war mit einigen Schwankungen eher trockener und wärmer. Die Bodenentwicklung verlief langsamer. Mit dem Subatlantikum (etwa um die Zeitenwende) ist mit höheren Niederschlägen und mehr Sickerwasser und damit mit einer beschleunigten Bodenentwicklung zu rechnen. Die Entkalkung könnte in Mitteleuropa zum Beginn des Neolithikums in den oberen Dezimetern schon abgeschlossen gewesen sein. Bei der Tonverlagerung wird diffus verteilter Ton kolloidial in tiefere Bodenhorizonte transportiert und dort mit orientierten Tonbelägen wieder abgelagert. Bei den Schwarzerden werden Ton-Humus-Komplexe verlagert. Dadurch werden die hellen Quarzkörner demaskiert und der Boden wird aufgehellt. Charakteristisches Merkmal der lessivierten Schwarzerden sind schwarze Toneinlagerungen im BHT-Horizont. Diese belegen die Schwarzerdevergangenheit.
Die heute in Mitteleuropa vorkommenden Schwarzerden wären folglich ein Relikt früherer Klimabedingungen. Demnach entstanden sie während des Boreals vor knapp 10.000 Jahren, als das Wetter Mitteleuropas wesentlich trockener und kontinentaler war.
Anhand von überdeckten Siedlungsresten konnte gezeigt werden, dass die Schwarzerdeentwicklung erst im Zusammenhang mit der menschlichen Besiedlung nach Entwaldung eingesetzt hat. Eine große Rolle spielte dabei die Grabungstätigkeit von Regenwürmern, die durch die neue Landnutzung gefördert wurden.

### Alternative Entstehungstheorien
Einige Forscher zweifeln die zurzeit gängige Theorie an, da die C14-Alter von Schwarzerden mit 3000 bis 7000 Jahren vor heute (BP) für eine präneolithische Entstehung (also in der borealen Klimaphase Mitteleuropas) zu jung zu sein scheinen. Demnach liefert eine Fixierung des Kohlenstoffs unter den Bedingungen der Steppe bei einer Umsatzrate der organischen Substanz von 30 bis 100 Jahren keine Erklärung für das hohe Alter des Kohlenstoffs. Die heutige Bindung der Schwarzerden an die Steppen zeige demnach die Erhaltungs-, aber nicht die Bildungsbedingungen. Nach neuerem Kenntnisstand sind Schwarzerden außerdem deshalb tiefschwarz, weil sie deutliche Anteile (10–40 % der organischen Substanz) an pyrogenem Kohlenstoff enthalten. Dieser entsteht bei unvollständiger Verbrennung oder Verschwelung und wird auch als black carbon bezeichnet.
Für das Neolithikum (Übergang von Jäger- und Sammlerkulturen zu sesshaften Bauern) kann bei kontinuierlicher Besiedlung mit einer Brandwirtschaft (slash and burn) auf den Äckern von bis zu 3600 Jahren ausgegangen werden. Diese Wirtschaftsweise mit der Bildung und dem Eintrag von black carbon ist durch Untersuchungen an Seesedimenten belegt und kam in der Bronzezeit (Deutschland: ca. 2200 bis 800 v. Chr.) zum Erliegen. Des Weiteren sollen die Bodenwühler erst mit dem erhöhten Nahrungsangebot durch den Ackerbau aufgetreten sein. Die in Form von Wühlgängen (Krotowinen) sichtbare Bioturbation ist zwar ein deutliches Profilmerkmal, bewirke aber nicht die Homogenisierung des Oberbodens. Die Erhaltung der primären Lössschichtung ist u. a. in der Magdeburger und Hildesheimer Börde belegt. Neben der allgemeinen Bodenentwicklung mit Entkalkung, Verbraunung und Tonverlagerung wäre in den neolithischen Siedlungsgebieten der kontinuierliche Eintrag der Verbrennungsreste hinzugekommen. Diese werden über den gesamten Zeitraum in den Boden verlagert und über die Grabegänge (Krotowinen) eingearbeitet. Die Einwaschung und Verlagerung der organischen Substanz hätte demnach für die Bildung der Schwarzerde neben der Durchmischung eine hohe Bedeutung.
Die enge Bindung der Schwarzerden in Mitteleuropa an neolithische Siedlungsgebiete könnte diese Entstehung unterstreichen. Die Bedeutung des menschlichen Einflusses auf die Schwarzerdebildung in Mitteleuropa wird durch Untersuchungen an den Schwarzerden an der Ostsee (Fehmarn, Großenbrode, Poel, Fünen) unterstrichen. Die Datierungen scheinen auch hier nach den Besiedlungsphasen zu liegen und sind mit C14-Altern von 1000 bis 2000 Jahren vor heute deutlich jünger als die der Löss-Schwarzerden. Eine Entstehung der mitteleuropäischen Schwarzerden vor dem Neolithikum wäre demnach nicht gesichert.
Die klassische Lehrmeinung kann allerdings zahlreiche Fragestellungen zur Bildung von Schwarzerden hinreichend erklären. Das stärkste Argument findet sich in der Verbreitung des Bodentyps: Schwarzerden kommen in ihrer Reinform nur auf Flächen vor, die alle fünf Bildungsfaktoren aufweisen. Standorte außerhalb dieser Zone (z. B. in Deutschland) weisen ebenfalls Schwarzerden auf, allerdings stets mit einer Tendenz zur Umwandlung in spätere Entwicklungsstadien. Eine Besiedelung der Flächen durch frühe Ackerbauern trifft zwar auf Mitteleuropa zu, nicht aber auf die Hauptverbreitungsgebiete der Schwarzerden in Zentralasien und Nordamerika. Die enge Bindung von neolithischen Siedlungen mit Schwarzerden lässt sich erklären, da die frühen Bauern mit Sicherheit gute Standorte schlechteren vorzogen. Darüber hinaus sind Brände, als Ursache für pyrogenen Kohlenstoff, in Steppen vollkommen natürliche Phänomene.

## Verbreitung

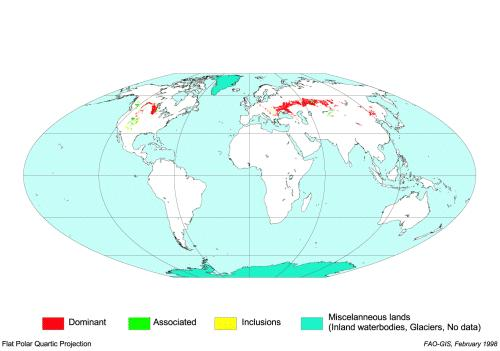
Weltweite Verbreitung von Chernozemen (einem WRB-Bodentyp aus der Schwarzerdeklasse)

Die Schwarzerde ist in ihrer Reinform der typische Boden der Steppengebiete mit warmem Sommer und kaltem Winter. Die größten Schwarzerdegebiete befinden sich daher in den Steppen Ungarns (Puszta), Rumäniens (Bărăgan), der Ukraine, Russlands, Kasachstans, der Mongolei und Chinas (Mandschurei) sowie in den Steppen Nordamerikas (Prärien).
Darüber hinaus kommen Schwarzerden auch fleckenhaft unter anderem in Mitteleuropa und der Taiga vor.

### Schwarzerden in Mitteleuropa
In Deutschland finden sich Schwarzerden zum Beispiel in der Magdeburger Börde, der Hildesheimer Börde und im Thüringer Becken; in Österreich beispielsweise im Weinviertel oder im nördlichen Burgenland.

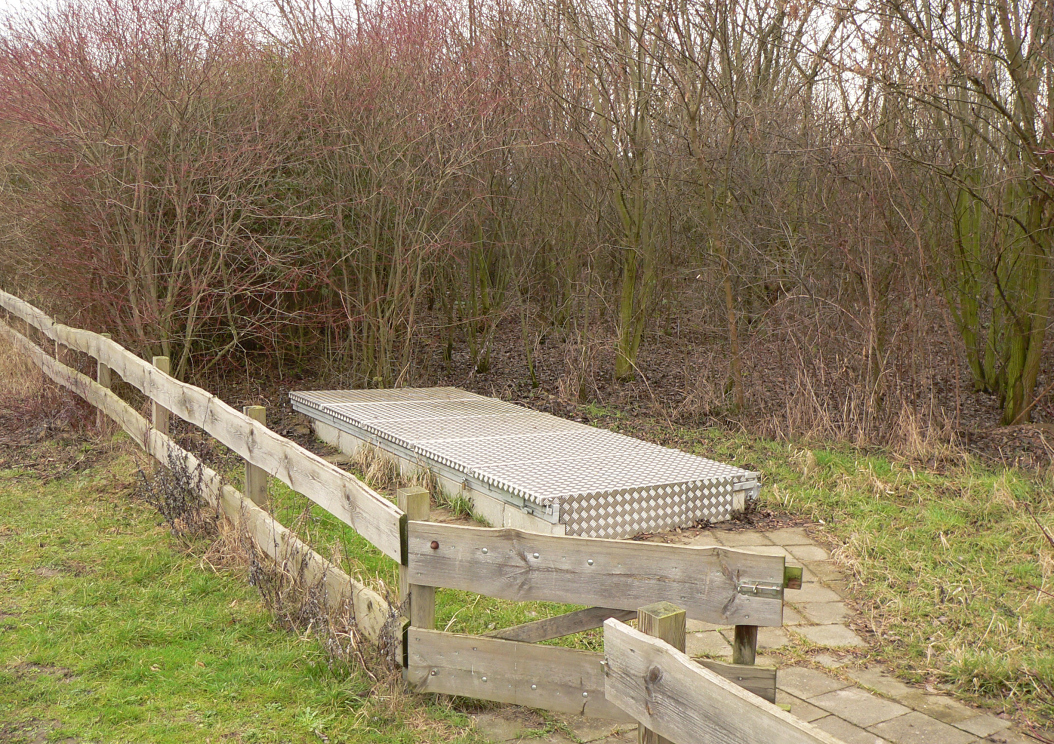
Das abgedeckte Schwarzerdeprofil Asel

In Asel in der Hildesheimer Börde befindet sich das Naturdenkmal Schwarzerdeprofil Asel mit einer Informationstafel. Es ist der einzige Boden, der in Niedersachsen als Naturdenkmal ausgewiesen ist.
Für die klassische Lehrmeinung der Schwarzerdebildung spricht die geografische Verteilung von Schwarzerden und Parabraunerden in Deutschland: Je weiter westlich eine Lössablagerung liegt, desto maritimer und feuchter ist das Klima. Gleichzeitig wird nach Westen hin die Mächtigkeit des humosen Oberbodens immer geringer und nimmt der Schwarzerdecharakter der Standorte ab.
Am westlichsten gelegen sind die Lössablagerungen in der Kölner Bucht und bei Osnabrück (sowie in Belgien oder Frankreich). Die dortigen Böden sind Parabraunerden und zeigen nahezu keine Schwarzerdeeigenschaften. Östlich schließt sich die Hildesheimer Börde an, wo Parabraunerden mit einer Tendenz zur Schwarzerde vorkommen. Wiederum weiter im Osten befindet sich die Magdeburger Börde. Dort dominieren Schwarzerden mit Tendenz zur Parabraunerde. Schwarzerden in Reinform finden sich ganz im Osten Deutschlands sowie im Thüringer Becken im Regenschatten des Harzes. Dort liegen die niedrigsten Niederschläge vor, gekoppelt mit dem kontinentalsten Klima.

## Horizontierung
Die Schwarzerde ist ein Boden mit zwei Bodenhorizonten (Axh/lC).
- Axh: Der Oberbodenhorizont (A) ist kalkhaltig und mindestens 40 cm mächtig (meist deutlich mehr; teilweise über 1 m). Er ist humos (h) und stark bioturbat, d. h. durch grabende Tätigkeit bodenbewohnender Tiere stark durchmischt (x).
- lC: Das Ausgangsmaterial (C) ist locker (l) und ebenfalls kalkhaltig (meist Löss).

Durch die Bioturbation, insbesondere die charakteristischen Krotowinen, kommt es zwischen Oberboden (Axh) und Ausgangsmaterial (lC) in aller Regel zu einer Verzahnung (→ Axh/Axh+lC/lC).
Da Schwarzerden sehr fruchtbar sind, werden sie häufig landwirtschaftlich genutzt. In diesem Fall entsteht an der Oberfläche ein weiterer Horizont (Ap/Axh/lC).
- Ap: Gepflügter (p) Oberbodenhorizont (A) von etwa 30 cm Mächtigkeit.

## Bodentypen der Schwarzerdeklasse
In der Deutschen Bodensystematik bilden Schwarzerden eine eigene Klasse mit den beiden Typen Tschernosem und Kalktschernosem, wobei letzterer im Oberboden carbonathaltig ist.
In der internationalen Bodenklassifikation World Reference Base for Soil Resources (WRB) sind die Schwarzerden in Chernozem (typisches Steppenklima: Langgrassteppe), Kastanozem (trockeneres Steppenklima: Kurzgrassteppe) und Phaeozem (feuchtes Steppenklima: Steppe mit Baumgruppen) unterteilt. Chernozeme und Kastanozeme haben neben dem tiefdunklen Oberboden sekundäres Carbonat als weiteres diagnostisches Merkmal. Die Mindestmächtigkeiten für die humosen A-Horizonte sind im Vergleich zu den Schwarzerden der Deutschen Bodensystematik geringer.

## Eigenschaften, Nutzung und Bodenfunktionen

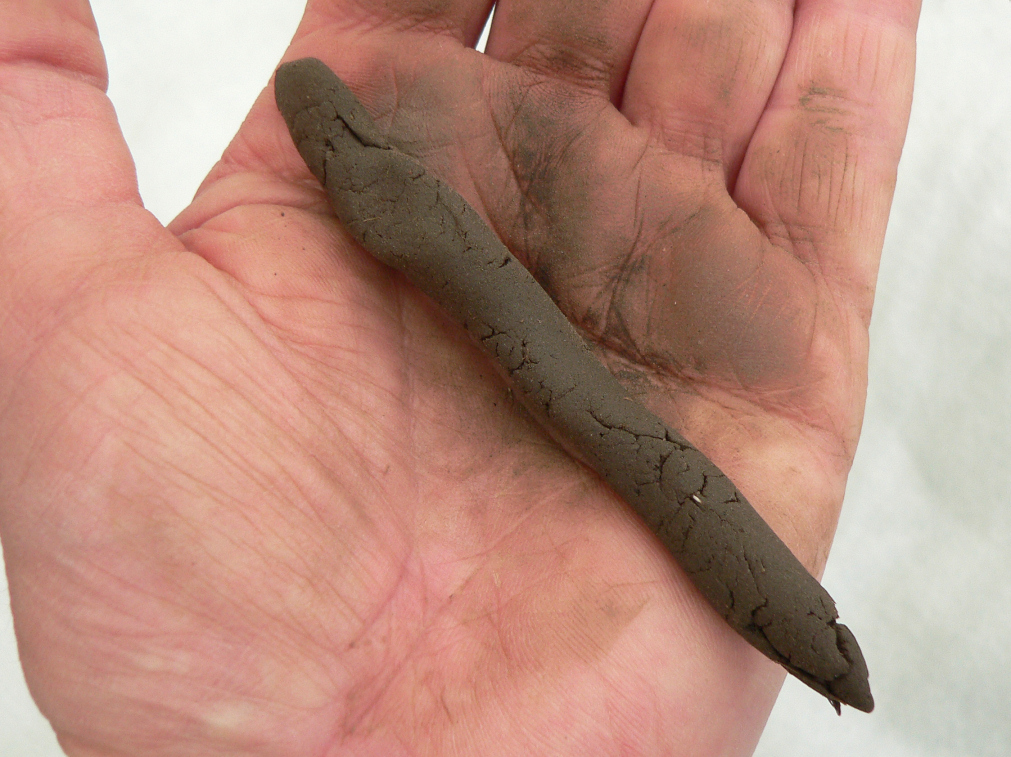
Mit der Hand gedrehte Teigrolle aus Schwarzerde

Schwarzerden haben grundsätzlich gute Bedingungen für den Ackerbau:
- Die Bodenart ist schluffig mit relativ hohen Tongehalten
- Leichte Erwärmbarkeit
- Lockere und vorteilhafte Struktur (Krümelgefüge)
- Hohe Wasserleitfähigkeit
- Optimale Verteilung des Gesamtporenvolumens (45 Vol.-%) mit je einem Drittel Grobporen (Sickerrate), Mittelporen (pflanzenverfügbares Wasser) und Feinporen (Nährstoffaustausch)
- Hohe Nährstoffhaltefähigkeit (KAK)
- Sehr hoher natürlicher Nährstoffgehalt (Ausgangsmaterial, kaum Auswaschung)
- Hohe Basensättigung und damit hohe pH-Werte um pH 7 (kaum Entkalkung)
- Reiches Bodenleben
- Viel Humus (in Deutschland um 6 %, in Sibirien über 12 %) in optimaler Qualität (Mull)
- Enges C/N-Verhältnis um 12

Dadurch bieten sie Pflanzen gute Wachstumsbedingungen und sind gleichzeitig leicht zu bearbeiten. Ihre Bodenwertzahl liegt in Deutschland oft im Bereich deutlich über 90, wobei sich auf den Schwarzerden der Magdeburger Börde die ertragsstärksten Böden des Landes finden (100 von 100 möglichen Punkten). Sie sind auch im weltweiten Vergleich ertragreich und fruchtbar, weshalb Schwarzerden, sofern es die Niederschlagsverteilung zulässt, fast immer unter landwirtschaftlicher Nutzung stehen und einen wesentlichen Beitrag zur Ernährung der Weltbevölkerung erbringen (Amerikanischer Corn Belt und Grain Belt, Weizenanbaugebiete zwischen der Ukraine, Russland und Kasachstan).
Es sind allerdings einige Einschränkungen zu nennen:
- Die Gebiete mit klimatischen Erhaltungsbedingungen sind problematisch, da es regelmäßig zu Dürren kommen kann (Dust Bowl).
- Die genannten erhöhten Tongehalte wirken sich bei intensiver Nutzung durch Neigung zur Bodenverdichtung negativ aus. So sind die Schwarzerden zum Beispiel der Hildesheimer Börde häufig stark verdichtet.
- Lössböden sind außerdem bei Reliefenergie erosionsgefährdet, da Schluff im Vergleich zu Ton und Sand weniger stabil ist. Auf diese Weise sind in der Magdeburger Börde durch die weitgehende Abtragung (Erosion) der Schwarzerden bereits viele Standorte in die Vorstufe der Bodenentwicklung (Pararendzina; A-Horizont < 40 cm) zurückgesetzt worden.
- Die Schwarzerden der Hildesheimer Börde zeigten in den 1960er bis 1990er Jahren trotz Düngung verbreitet einen Kaliummangel.

Wegen der überdurchschnittlichen Fruchtbarkeit von Schwarzerden ist die natürliche Vegetation der Flächen (Steppen, Mischwälder) heute fast weltweit zerstört worden. Die Funktion der Böden aus Sicht der Menschen ist in erster Linie die Produktion von Nahrung.
Fachleute sehen es als äußerst kritisch an, diese fruchtbaren und ertragreichen Standorte als Baugebiete auszuweisen. Durch Bebauung gehen diese wertvollen Flächen dauerhaft für die Produktion von Nahrungsmitteln verloren. Aus diesem Grund gilt die Schwarzerde in Deutschland als Bodentyp, der durch Überbauung gefährdet ist (Verlust von Kulturland).
Aufgrund des hohen Alters ist die Schwarzerde ein Archiv der Natur- und Kulturgeschichte. Durch das nur inselhafte Vorkommen in Mitteleuropa ist die Schwarzerde hier ein seltener Boden.

## Boden des Jahres 2005
Die Schwarzerde ist nicht der einzige Boden, der durch Fehlnutzung, Überbauung oder Erosion in seiner Funktion gefährdet ist Aufgrund ihrer Fruchtbarkeit und besonderen Bedeutung für die Welternährung ist eine Verringerung ihres Vorkommens aber besonders kritisch zu sehen. Um auf die Endlichkeit guten Ackerbodens – auch in Deutschland – hinzuweisen, wurde die Schwarzerde anlässlich des Weltbodentages am 5. Dezember 2004 zum Boden des Jahres 2005 ausgerufen.